# Marie-Claire Bancquart
Pour les articles homonymes, voir Bancquart.
Marie-Claire Bancquart, née Chauvet le 21 juillet 1932 à Aubin (Aveyron) et morte le 19 février 2019 à Paris, est une poétesse, romancière, essayiste et critique littéraire française.

## Biographie
Ancienne élève de l'École normale supérieure de jeunes filles (L1952), titulaire de l'agrégation de lettres (1955), docteur ès lettres (1962) avec une thèse sur Anatole France, Marie-Claire Bancquart fait paraître son premier recueil de poèmes en 1969.
Elle a été professeure de littérature française successivement à l'université de Brest, à l'université de Rouen, à l'université Paris-Est-Créteil-Val-de-Marne, à l'université Paris-Nanterre et à l'université Paris-Sorbonne. Membre de l'Académie Mallarmé, elle a publié notamment des éditions commentées d’Anatole France, de Guy de Maupassant et de Jules Vallès.
Elle était l'épouse du compositeur Alain Bancquart, mort le 27 janvier 2022. Ils ont fréquemment collaboré, en différentes occasions.

## Œuvres

### Poésie
- Mais, Vodaine, 1969
- Projets alternés, Rougerie, 1972
- Mains dissoutes, Rougerie, 1975
- Cherche-terre, Saint-Germain des prés, 1977
- Mémoire d'abolie, Belfond 1978
- Habiter le sel, Pierre Dalle Nogare, 1979
- Partition, Belfond, 1981
- Votre visage jusqu'à l'os, Temps Actuels, 1983
- Opportunité des oiseaux, Belfond, 1986
- Opéra des limites, José Corti, 1988
- Végétales, Les cahiers du Confluent, 1988
- Sans lieu sinon l'attente, Obsidiane, 1991
- Dans le feuilletage de la terre, Belfond, 1994
- Énigmatiques, Obsidiane, 1995
- La Vie, lieu-dit, Obsidiane en coédition avec Noroît (Canada), 1997
- La Paix saignée, précédée de Contrées du corps natal, Obsidiane, 1999
- Voilé/dévoilé, éditions Trait d'Union, Montréal, 2000
- Avec la mort, quartier d'orange entre les dents, Obsidiane, 2005
- Verticale du secret, Amourier, 2007
- Terre énergumène, Le Castor Astral, 2009
- Explorer l'incertain, Amourier, 2010
- Violente Vie, Le Castor Astral, 2012
- Tracé du vivant, Éditions Arfuyen, 2016
- Terre énergumène précédé de Dans le feuilletage de la terre et de Verticale du secret, préface d'Aude Préta-de-Beaufort, Gallimard, coll. « Poésie-Gallimard », n° 541, 2019
- Toute minute est première, suivi de Tout derniers poèmes, Le Castor Astral, 2019
- Mo(r)t, Livre d'artiste avec Jean-Noël László, Editions Jean-Noël László, 20 exemplaires, 2020
- De l'improbable, suivi de Mo(r)t, postface d'Aude Préta-de Beaufort, Arfuyen, 2020

### Romans
- L'Inquisiteur, Belfond, 1980
- Les Tarots d'Ulysse, Belfond, 1984
- Photos de famille, François Bourin, 1988
- Elise en automne, François Bourin, 1991
- La Saveur du sel, Bourin / Julliard, 1994
- Une femme sans modèles, éditions de Fallois, 1999

### Essais
- Jules Vallès, Éditions Seghers, coll. Écrivains d'hier et d'aujourd'hui, no 36, 1971
- Paris des surréalistes, Seghers, 1972, rééd. La Différence, 2004
- Maupassant conteur fantastique, Minard, 1976, rééd. 1993
- Anatole France, un sceptique passionné, Calmann-Lévy, 1984
- Images littéraires de Paris fin de siècle, la Différence, 1979
- Poésie française 1945-1970 (sous la dir.), PUF 1995
- Fin de siècle gourmande, 1880-1900, PUF, 2001
- Écrivains fin-de-siècle, Gallimard, 2010

### Prix
- Prix Gustave Le Métais-Larivière, 1970
- Prix Broquette-Gonin (littérature), 1977
- Prix de la critique de l’Académie française, 1985
- Prix de l’essai de la Ville de Paris
- Prix d'automne de la Société des gens de lettres, 1999
- Grand prix de l’association internationale des critiques littéraires, 2001
- Prix Kowalski/Grand prix de poésie de la Ville de Lyon, 2005
- Prix Paul Verlaine, 2006
- Prix Robert Ganzo de poésie, 2012